# Diana Nylon
Diana Nylon nombre artístico de Diana Miriam López (Mar del Plata, 25 de julio de 1956 - Buenos Aires, 18 de julio de 1993) fue una cantautora y actriz teatral argentina. Nylon integró los primeros grupos pop y kitsch del circuito underground argentino de la década de 1980.

## Biografía

### Trayectoria
Diana comenzó su carrera en Argentina a fines de los años 1970, pero partió hacia Brasil y luego a Ámsterdam, (Países Bajos); en donde vivió allí por dos años, para escapar de la dictadura que azotaba el país en ese entonces. A su regreso, se metió en el circuito underground de Buenos Aires, a comienzo de los años 80. Diana recitaba sola y realizaba performances teatralizando el contenido punk, diseñaba su propia estética y flyers para cada show, siguiendo la estética del Hazlo tú mismo (DIY). Esto e incluyendo los volantes en los cuales sugería actitudes y comportamientos que llegaron a ser característicos en la cultura subterránea de esa época, posicionándola como embajadora de la new wave argentina.

### Bay Biscuits y Los Redondos
El 20 de junio de 1981, se formó la banda femenina de rock teatral llamada Las Bay Biscuits, junto con Fabiana Cantilo, Isabel de Sebastián, Vivi Tellas y Edith Kucher. Diana cantó como invitada en 1982 en un espacio de arte llamado "Ring Club" e hizo muchos mémeros artísticos, los más importantes fue cuando oficiaba a artistas como Alphonso S'Entrega, Horacio Fontova, y Patricio Rey y sus Redonditos de Ricota. Con esta última, las convocan para hacer los coros del primer demo de la banda que entregarían a RCA; Las Bay Biscuits hacen los coros de «Superlógico», un tema que luego formó parte del primer LP de la banda, aunque la versión grabada en ese LP ya no contó con los coros de las mismas.

### Nylon
Luego junto a Ric Mor formaron el proyecto Nylon, en 1982. Comienzan a trabajar en un álbum con un estilo musical cercano a la corriente new wave, con letras críticas-sociales, banales y cómicas, hecho destacable por los tiempos políticos que se vivían en ese contexto. La formación de Nylon estuvo integrada por Diana (voz), Jorge "Burbuja" Alem (guitarra), Ric Mor y Carlos Bagdad (bajos, composición y producción) y Pablo Guadalupe (batería). También ingresaría Mariano Casanova como baterista. En la grabación del disco "El Ciudadano" (1983), participaron como invitados Fabiana Cantilo, Andrés Calamaro y Daniel Melingo. El proyecto de la banda Nylon fue concebido por Diana Nylon y Ric Mor (Ricardo Morduchowicz), quien aparte de bajista fue compositor y productor del disco El Ciudadano y pareja de Nylon en esa época.
El disco no tiene éxito a causa de la mala distribución y nula publicidad por parte de la compañía discográfica. El productor de Music Hall puso una etiqueta encima de la foto de un ciudadano desnudo y maniatado, que decía "Antes del 30 de octubre", con los colores rojo y blanco, en alusión a la flamante democracia y el triunfo de Alfonsín en las elecciones presidenciales de aquel año. Durante 1984, compartió fecha con las bandas Los Violadores y Virus. 
La banda se separa en 1985, su estilo de música es retomado por Los Twist con mejor suerte.

### Últimos años
En sus últimos años, ofició de presentadora de artistas como los Abuelos de la Nada, Sumo, Daniel Melingo, Andrés Calamaro, Sissi Hansen, Pipo Cipolatti, Fabiana Cantilo, Trixy, Miguel Zavaleta y Horacio Fontova, entre otros. Terminó de grabar su segundo disco titulado "Día y Hora" (aún inédito) y falleció en un accidente el 18 de julio de 1993, en una habitación de su departamento, a causa de una hipoxia por el inhalamiento involuntario de monóxido de carbono de una estufa en mal funcionamiento. La artista murió a siete días de cumplir 37 años.